# Richard Scarry
Richard McClure Scarry (Boston, 5 giugno 1919 – Saanen, 30 aprile 1994) è stato uno scrittore e illustratore statunitense, popolare autore di numerosi libri per bambini. Ha pubblicato oltre 300 libri e ha venduto oltre 300 milioni di copie in tutto il mondo.

## Biografia
Richard Scarry nacque a Boston, nel Massachusetts, dove i suoi genitori possedevano un negozio. La famiglia era piuttosto benestante, e riuscì a mantenere un buon livello di benessere anche durante la Grande depressione. Dopo il diploma, Scarry si iscrisse a un college di economia, ma lo abbandonò presto, mutando radicalmente direzione e diventando una matricola della scuola artistica del Boston Museum of Fine Arts (Museo delle Belle Arti di Boston). Rimase alla scuola fino a quando fu richiamato alle armi, nella seconda guerra mondiale.
Dopo la guerra, Scarry lavorò presso varie riviste, fino a quando, nel 1949, giunse al successo con alcune pubblicazioni nella collana di libri Little Golden Books. In questo modo diede inizio a una lunga carriera come autore di libri per bambini. Il successo ottenuto da Scarry in questo settore non è paragonabile a quello di nessun altro autore.
Nel 1972, Scarry acquistò uno chalet a Gstaad (frazione di Saanen, in Svizzera), dove realizzò gran parte dei suoi libri, in uno studio costituito solo da una scrivania, una lampada e una sedia. La moglie Patricia poteva disturbarlo solo per chiamarlo a pranzo. Negli ultimi anni della sua carriera, Scarry estese la propria produzione ai nuovi mezzi multimediali, realizzando numerose pubblicazioni corredate da (o in forma di) video.
Il lavoro di Scarry è continuato oggi dal figlio Richard McClure Scarry Jr. (noto come Huck Scarry), che vive a Vienna.

## I personaggi
I personaggi delle sue storie illustrate sono quasi sempre animali antropomorfizzati, che lavorano, indossano abiti e guidano l'automobile (la maggior parte delle vignette ambientate all'aperto mostrano almeno un incidente stradale più o meno inverosimile, come automobili impilate l'una sull'altra). L'intento delle storie è sempre istruttivo; i libri sono pensati per insegnare vocaboli, principi matematici, funzione e funzionamento di oggetti e macchine e così via. Solo molto raramente le storie hanno una vera e propria morale. Predominanti sono invece l'umorismo, l'ironia, e la ricchezza di particolari delle illustrazioni.
Le sue serie più popolari hanno come protagonisti gli abitanti della città di Sgobbonia (nell'originale Busytown), impegnati nelle loro vicende quotidiane. Gran parte delle storie mostrano dinamiche del mondo del lavoro (produzione e acquisto di beni e servizi) o dinamiche familiari (l'educazione dei figli). A Sgobbonia non mancano tuttavia anche i clochard, anch'essi però, in qualche modo, integrati armoniosamente nella felice comunità dei cittadini. Altre storie sono ambientate in una città non molto diversa, Felicittà (a volte ribattezzata Lavoropoli). Il paese dove si svolgono i fatti è imprecisato, ma strizza l'occhio alle "due patrie" di Scarry, gli Stati Uniti (un razzo spaziale ha la bandiera a stelle e strisce) e la Svizzera (quasi tutti gli aerei di linea hanno la scritta "Swissair").
Fra i personaggi originali di Richard Scarry possiamo ricordare:
- il verme Zigo Zago (Lowly Worm)
- il gatto Sandrino (Huckle Cat, dal soprannome del figlio di Scarry, Huck) e la sua famiglia
- il porcellino Sansovino l'imbianchino, golosissimo di cetrioli (da cui gli deriva la passione per il colore verde) (nell'edizione originale si chiama Babbo Gio e vive con la Mamma, Brunino e Mimma).
- il sergente Multa (Sergeant Murphy), sempre in giro su una motocicletta rossa dalla quale non si separa mai, nemmeno quando viaggia in aereo.[1] Caratteristica curiosa della moto sono le due scarpe marroni appese all'antenna della radio, dietro il sellino. A volte Multa è chiamato "vigile Catapulta" per esigenze di rima.[3]
- il Gorilla Banana (Bananas Gorilla), ladro pasticcione specializzato appunto in furti di banane. Spesso le ruba al padre di Sandrino (chiamato in originale Grocer Cat, in italiano a volte Babbo Gigio[1], a volte Gatto Bottega[4]) e viene puntualmente inseguito ed arrestato dal sergente Multa. Suo segno distintivo sono gli innumerevoli orologi su entrambi gli avambracci.
- l'infermiera Nora (foca) materna e meticolosa
- il Dottor Siringa (leone), a volte chiamato Dottor Bisturi [4], medico imbranatissimo
- l'asino contadino Hihò
- Ciccio Pasticcio (o Pasticci) di Felicittà
- Rudolf Strudel (Rudolf von Flugel), una volpe che pilota un vecchio monoplano tedesco della prima guerra mondiale e veste di conseguenza. Pur essendo considerato dai suoi concittadini come un grande aviatore, le sue avventure finiscono spesso con atterraggi di sfortuna (sul pagliaio di Hihò, per esempio).
- I pompieri, presenti praticamente in qualsiasi libro di Scarry. Tra essi, i personaggi fissi sono i tre maiali Fumo, Freddo e Fastidio (Smokey, Sparky e Snozzle), dai caratteristici elmetti a forma di spazzola, tegame e colapasta, che spesso combinano più guai di quelli che risolvono.
- I tre girovaghi (i clochard di cui sopra), un lupo, un babbuino e una iena chiamati Lupokod, Lem Babbù e Jenaluna (Wolfgang Wolf, Benny Baboon e Harry Hyena). Sempre allegri, hanno un innato talento per combinare pasticci, ma in un'occasione sono addirittura degni di emulare Armstrong, Aldrin e Collins in un viaggio sulla Luna.[1]

Nell'edizione originale italiana dei libri di Scarry, tradotti e adattati da Adriana Giussani,che ha lavorato con l'autore, i nomi di alcuni personaggi erano differenti da quelli utilizzati nelle edizioni più recenti, poi modificati dall'editore per questioni di copyright.
Altre storie di Scarry sono adattamenti di classiche fiabe come Cappuccetto Rosso o Riccioli d'Oro e i Tre Orsi.

## Opere
La maggior parte dei libri di Scarry, tutti tradotti da Adriana Giussani, sono stati pubblicati anche in Italia (una collana che ne pubblicò moltissimi fu per esempio Le Pietre Preziose, di Arnoldo Mondadori Editore). Oggi molti sono disponibili nella collana "Libri di Scarry". In alcune ristampe degli anni 2000 non è stato mantenuto il testo in rima baciata che caratterizzava le prime edizioni degli anni ottanta.
Fra le pubblicazioni di Scarry possiamo ricordare:
- 365 storie
- A B C
- Agenzia investigativa Fiuto & Sbircia
- La banda di Felicittà
- Cappuccetto Rosso, la fiaba
- Caro Natale
- Che cosa fare quando piove
- Le fiabe di Richard Scarry
- Le filastrocche di Richard Scarry
- La gallinella rossa, la fiaba
- Una giornata di Ciccio Pasticcio
- In giro per Felicittà
- In giro per il mondo
- Io faccio
- Tanti mestieri
- Il libro dei numeri
- Il libro dei rumori
- Il libro delle parole
- Il libro delle parole italiane, inglesi, francesi
- Libro parlante - talking book
- Il lungolibro
- Il lupo e i sette capretti, la fiaba
- Mestieri
- L'omino di marzapane, la fiaba
- Le più belle storie di Mamma Oca
- Le più buffe storie di Richard Scarry
- La più grande enciclopedia a figure
- Il più grande libro per giocare, con tanti adesivi
- Primo dizionario
- Il primo libro dei mestieri
- Il primo libro dei numeri e altre utilissime cose
- Il primo libro della scuola
- Il primo libro delle fiabe
- Il primo libro delle filastrocche
- I regali di Ciccio Natale
- Il secondo delle parole
- Le storie della buonanotte di Ciccio Pasticcio
- Storie di invenzioni e scoperte
- I tre orsi e Ricciolidoro, la fiaba
- I tre porcellini, la fiaba
- Tutti a scuola
- Tutti al lavoro
- Tutti in auto
- Tutto per aria
- Tuttoruote
- Gli animali
- Tutti in Treno
- L'investigatore Mastino

## Altri media

### Cartoni animati
Nel 1993 dai suoi lavori è stata tratta una serie animata: Il fantastico mondo di Richard Scarry.
Nel 2007 è stata prodotta la serie Evviva Sandrino!, incentrata sulle indagini del gatto Sandrino (Huckle Cat) e della sua banda di amici.

### Videogiochi
Sono stati tratti diversi videogiochi educativi dal mondo immaginario di Scarry, alcuni tradotti anche in lingue diverse dall'inglese, tra cui:
- Richard Scarry's Best Electronic Word Book Ever! (1984) per Apple II, Commodore 64, Coleco Adam
- Richard Scarry's Best Neighborhood Disc Ever! (1991) per CD-i, DOS
- Richard Scarry's Busiest Neighborhood Disc Ever! (1991) per CD-i, DOS
- Richard Scarry's Busytown (1994) per Sega Mega Drive. Il videogioco presentava l'innovazione di avere i personaggi della collana con solo commento vocale, cosa quasi impossibile per le cartucce dell'epoca[senza fonte] (si mettevano al massimo due voci o tre nel gioco per intero); il gioco quindi non visualizza discorsi scritti.
- Richard Scarry's How Things Work in Busytown (1994) per DOS, Macintosh, Windows 3.1, Windows 9x
- Richard Scarry's Huckle and Lowly's Busiest Day Ever (1994) per Sega Pico
- Richard Scarry's Best Math Program Ever (1997) per Macintosh, Windows 3.1, Windows 9x
- Richard Scarry's Busytown (1999) per Macintosh, Windows. Differente dall'omonimo del 1994